# Ana Soklič
Ana Soklič (Savica, 1984. április 10. – ) szlovén énekesnő, dalszerző. Ő képviselte volna Szlovéniát a 2020-as Eurovíziós Dalfesztiválon, majd képviselte ténylegesen 2021-ben.

## Magánélete
Eredetileg Bohinj községből, Savicaból származik. Élt Svédországban is, de mára már a radovljica községi Lescében él.

## Zenei karrierje
Zenei karrierjét a Diona Dimm együttesben kezdte, amellyel részt vett 2004-ben az If You és 2007-ben az Oče (Father) című dalokkal a szlovén eurovíziós dalválasztó műsorban.
2012-ben jelentkezett a szlovén X Factor első évadába, ahol a "21 év felettiek" kategóriájában indult, mentora Jadranka Juras volt. Végül ötödik helyen zárta a versenyt.
2019. December 20-án a szlovén műsorsugártzó bejelentette, hogy Ana is bekerült a következő évi EMA nemzeti döntő tizenkettő előadója közé, akikkel az Eurovíziós Dalfesztiválra való kijutásért küzdhet. Versenydala a "Voda" volt.  A 2020. február 22-én tartott szlovén döntőben végül továbbjutott a második körbe, ahol a nézők dönthettek, melyik dal képviselje Szlovéniát. 53,54%-kal végül megnyerte a dalválasztót és ő képviselhette volna Szlovéniát Rotterdamban. A dalt az előzetes sorsolás alapján először a május 12-i első elődöntő első felében adták volna elő, azonban március 18-án az Európai Műsorsugárzók Uniója bejelentette, hogy 2020-ban nem tudják megrendezni a versenyt a COVID–19-koronavírus-világjárvány miatt. A szlovén műsorsugárzó jóvoltából az énekesnő lehetőséget kapott az ország képviseletére a következő évben egy új versenydallal. 2021. február 27-én az EMA elnevezésű gálaműsor végén mutatták be dalát, melynek címe "Amen". Érdekesség, hogy az osztrák előadó, Vincent Bueno versenydala is ugyanezzel a címmel rendelkezett. A dalfesztiválon az első elődöntőben adta elő a dalt, azonban nem jutott tovább a döntőbe.

## Diszkográfia

### Kislemezek
- Naj Muzika Igra (2013)
- Hello (2013)
- Stairway with diamonds (2013)
- The Gift (2014)
- Unpurified (2014)
- Miles (2016)
- Temni Svet (2019)
- Voda (2020)
- Amen (2021)